# Ида фон Шаумбург-Липе
Ида Матилда Аделхайд фон Шаумбург-Липе (на немски: Ida Mathilde Adelheid Prinzessin zu Schaumburg-Lippe; * 28 юли 1852, Бюкебург; † 28 септември 1891, Шлайц) е принцеса от Шаумбург-Липе и чрез женитба княгиня на Княжество Ройс-Грайц, старата линия (1872 – 1891). Нейната дъщеря Хермина Ройс е втората съпруга на последния германски кайзер Вилхелм II.

## Произход
Тя е третата дъщеря на княз Адолф I Георг фон Шаумбург-Липе (1817 – 1893) и принцеса Хермина фон Валдек-Пирмонт (1827 – 1910), дъщеря на княз Георг I фон Валдек-Пирмонт (1789 – 1845) и принцеса Ема фон Анхалт-Бернбург-Шаумбург-Хойм (1802 – 1858). Брат ѝ Адолф (1859 – 1917) се жени в Берлин на 19 ноември 1890 г. за принцеса Виктория Пруска (1866 – 1929), дъщеря на германския кайзер Фридрих III.

## Фамилия
Ида фон Шаумбург-Липе се омъжва на 8 октомври 1872 г. в Бюкебург за княз Хайнрих XXII Ройс-Грайц (* 28 март 1846, Грайц; † 19 април 1902, Грайц), вторият син на княз Хайнрих XX Ройс-Грайц (1794 – 1859) и втората му съпруга ландграфиня Каролина фон Хесен-Хомбург (1819 –1872). Те имат децата:
- Хайнрих XXIV Ройс-Грайц (* 20 март 1878, Грайц; † 13 октомври 1927, Грайц), княз на Ройс-Грайц, неженен
- Емма Каролина Хермина Мария Ройс-Грайц (* 17 януари 1881, Грайц; † 6 декември 1961, Еренбург), омъжена на 14 май 1903 г. в Грайц за граф Ерих Густав Карл Готфрид Кюнигл фон Еренбург (* 20 юни 1880, Еренбург; † 3 декември 1930, Брунико, Италия)
- Мария Агнес Ройс-Грайц (* 26 март 1882, Грайц; † 1 ноември 1942, Клагенфурт), омъжена на 4 февруари 1904 г. в Грайц за фрайхер Фердинанд фон Гнагнони (* 6 септември 1878, Алтмюнстер; † 8 юли 1955, Клагенфурт)
- Каролина Елизабет Ида Ройс-Грайц (* 13 юли 1884, Грайц; † 17 януари 1905, Ваймар), омъжена на 30 април 1903 г. в Бюкебург за велик херцог Вилхелм Ернст фон Саксония-Ваймар-Айзенах (* 10 юни 1876, Ваймар; † 24 април 1923, Хайнрихау), син на наследствения велик херцог Карл Август фон Саксония-Ваймар-Айзенах (1844 – 1894)
- Хермина Ройс (* 17 декември 1887, Грайц; † 7 август 1947, Паулиненхоф при Франкфурт на Одер), омъжена I. на 7 януари 1907 г. в Грайц за Йохан Георг фон Шьонайх-Каролат (* 11 септември 1873, Саабор; † 7 април 1920, Вьолфелсгрунд), II. на 5 ноември 1922 г. в Доорн, Нидерландия, за бившия кайзер и пруски крал Вилхелм II (* 27 януари 1859, Берлин; † 4 юни 1941, Доорн, Нидерландия)
- Ида Емма Антоанета Шарлота Виктория Ройс-Грайц (* 4 септември 1891, Грайц; † 29 март 1977, Ортенбург), омъжена на 7 ноември 1911 г. в Грайц за 3. княз Кристоф Мартин фон Щолберг-Росла (* 1 април 1888, Росла; † 27 февруари 1949, Ортенбург)